# ایوون فر
ایوون فر (انگلیسی: Yvonne Fair؛ ۲۱ اکتبر ۱۹۴۲ – ۶ مارس ۱۹۹۴) یک خواننده اهل ایالات متحده آمریکا بود.